# Виеру, Григорий Павлович
Григо́рий (Григоре) Павлович Вие́ру (рум. Grigore Vieru; 14 февраля 1935, село Перерыта, Хотинский уезд, Бессарабия, Королевство Румыния — 18 января 2009, Кишинёв, Республика Молдова) — советский и молдавский поэт, автор текстов песен. Член Союза писателей Молдовы.

## Ранние годы
Григоре Виеру родился 14 февраля 1935 года в селе Перерыта Хотинского уезда Бессарабии (ныне Бричанский район Республики Молдова) в семье Павла и Евдокии Виеру. Был единственным выжившим ребёнком в семье.
У Григоре умер отец. В детстве часто был один поскольку мать уходила в поле работать, чтобы прокормить сына и себя. Из-за того что часто был один, стал увлекаться литературой и стихами. Этот момент один из трудных в его жизни.
В родном селе закончил 7 классов, и продолжил образование во второй средней школе города Липканы. Будучи студентом, в 1957 году дебютировал с книгой стихотворений для детей «Alarmă» («Тревога»).
В 1958 году окончил факультет истории и филологии Кишинёвского государственного педагогического института им. Иона Крянгэ. В этом же году устраивается на работу на должность редактора в газету «Ленинская искра».
8 июня 1959 года женился на Раисе Наку. 16 июня 1960 родился сын Теодор, 29 июня 1965 родился сын Кэлин.

## Творчество
Работал редактором в издательстве «Молдавская книга», в котором вышли два его сборника стихов для детей «Făt-Frumos curcubelul» и «Bună ziua, fulgilor!». В 1963 году выходят сборник стихов для детей «Mulţumim pentru pace» («Спасибо за мир») и сборник стихов, песен и сказок «Făguraşi». 19 июня 1965 у Григоре Виеру рождается второй сын — Кэлин, а в 1967 он награждается республиканской премией комсомола Молдавии имени Бориса Главана. В 1968 году выходит сборник стихов на русском языке «Имя твоё», который был высоко оценён литературной критикой республики.
В 1973 году Г. Виеру в составе делегации советских писателей посещает Румынию, встречается с редакторами румынской газеты «Secolul XX» («XX век»). Затем выходит книга «Мама» (стихи, 1975), книга дошкольника «Albinuţa» («Пчёлка») (1980), «Fiindcă iubesc» («Потому что люблю») (стихи, 1979).
В 1984 году фирма «Мелодия» в серии «Дискоклуб» выпустила сборник песен Анатолия Кирияка на стихи Виеру в исполнении Сильвии Кирияк, Софии Ротару, Штефана Петраке и Анастасии Лазарюк. Песни на стихи Григория Виеру («Adio», «Amor», «Молодость-цветок», «Песня о моей жизни», «Нежная мелодия», «Романтика») исполняла София Ротару.
Много молдавских композиторов черпало вдохновение в поэзии Григория Виеру:
- Злата Ткач;
- Аркадий Люксембург;
- Ян Райбург;
- Пётр Теодорович;
- Давид Гершфельд;
- Александр Муляр;
- Евгений Дога;
- Соломон Шапиро;
- Дмитрий Георгицэ;
- Павел Ривилис;
- Юлия Цибульская;
- Семён Лунгул;
- Марк Копытман;
- Василий Загорский;
- Ион Алдя-Теодорович.

Поэт сам является автором песенных мелодий («Să creşti mare»), вышли сборники песен «Poftim de intraţi» и «Cine crede». Были положены на музыку и другие стихотворения писателя — «Павлик Морозов: пурпурный галстук» (Pavlik Morozov: Cravata lui cea purpurie…), «Прекрасная Молдова» (Moldovă frumoasă), «Веселая азбука» (вокальный цикл песен для детей, музыка Аркадия Люксембурга), «Мы живём в колхозе» (Noi vom trăi în comuna, музыка Златы Ткач), «Красный Октябрь» (Octombrie cel roşu, музыка Златы Ткач), «Наш флаг» (Steagul nostru, музыка Валерия Ротару), «Идут пионеры» (Trec pionerii, музыка Павла Ривилиса).

## Политическая деятельность
Состоял членом КПСС, был секретарём партийной организации Союза писателей. В конце 80-х годов стал одним из активных участников Движения за объединение Румынии и Молдавии. В 1989 году был избран народным депутатом Молдавской ССР. Участвовал в многочисленных патриотических митингах в Кишинёве. Активно выступал против русского влияния.
После 2001 года находился в оппозиции к властвующей Партии коммунистов.

## Смерть
В ночь с 15 на 16 января 2009 года попал в автомобильную аварию недалеко от села Данчены Яловенского района на трассе Басарабяска — Кишинёв, будучи пассажиром легкового автомобиля, которым управлял Георгий Мунтяну, заместитель директора Национального академического ансамбля народного танца «Жок». Причиной аварии полиция города Кишинёва назвала превышение скорости и усталость водителя.
Григорий Виеру был доставлен в Больницу Скорой Помощи города Кишинёв, где умер ночью 18 января 2009 года, в 1:20. 20 января 2009 года объявлено в Молдавии днем траура в связи с гибелью поэта.
Похоронен на Центральном (Армянском) кладбище в Кишинёве.

## Увековечение памяти

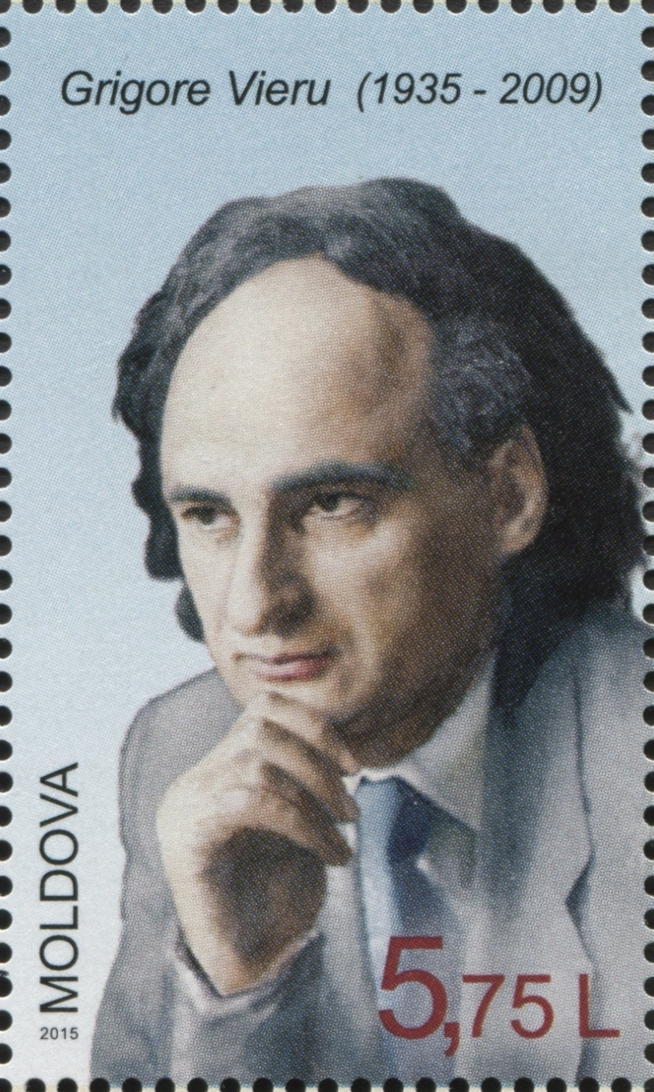
Почтовая марка Молдовы, 2015 год

В Кишинёве именем поэта назван проспект и на Аллее Классиков установлен бюст. 31 августа 2010 года в честь поэта установлен бюст также и в Страшенах. Памятник Г. Виеру поставлен также в Бухаресте, в парке Херестрэу.

## Награды
- орден Дружбы народов (16 ноября 1984)
- орден «Знак Почёта» (28 октября 1967)
- Республиканская премия комсомола Молдавии имени Б. Главана (1967)
- Государственная премия Молдавии (1978)
- почётный диплом Х. К. Андерсена (1988)
- почётный иностранный член Румынской академии[12] (1990)
- премия «Геркулес» по литературе (1991)
- титул «Народный писатель Республики Молдова» (1992)
- международная премия Лучиана Блага в области поэзии (1992)
- специальная премия Союза писателей Республики Молдова (1994)
- Орден Республики (23 августа 1996) — за высокие достижения в области литературы, активное участие в общественно-культурной жизни страны и в знак признания большого вклада в процесс национального возрождения[13]
- медаль «Эминеску. 150 лет рождения» (2000, Румыния)
- Медаль «Михай Эминеску» (14 февраля 2000) — за выдающиеся успехи в творческой деятельности, значительный вклад в пропаганду литературного наследия Михая Эминеску и утверждение национальных духовных ценностей[14]
- Командор ордена Звезды Румынии (2004, Румыния)[15]
- почётная степень доктора наук Педагогического университета им. Иона Крянгэ (2005, Кишинёв)[9]
- Большой крест ордена Звезды Румынии (2009, посмертно, Румыния)[15]
- Почётный гражданин Кишинёва (17 февраля 2009, посмертно)[16].